# Sara Errani
Pour les articles homonymes, voir Errani.
Sara Errani, née le 29 avril 1987 à Massa Lombarda (Ravenna) en Italie, est une joueuse de tennis italienne.
Professionnelle depuis 2002, elle a remporté 9 titres WTA en simple et elle a atteint 10 autres finales dont une à Roland-Garros. Son palmarès est plus important en double, avec 35 titres sur le circuit principal et 16 finales perdues, réalisant notamment le Grand Chelem doré en carrière avec 6 titres majeurs (Roland-Garros 2012 et 2025 , l'US Open 2012, l'Open d'Australie 2013 et 2014 et Wimbledon 2014) et la médaille d'or olympique aux Jeux de Paris en 2024. Elle a également remporté deux titres en double mixte : l’US Open 2024 et Roland-Garros 2025. Elle a aussi contribué à quatre reprises à la victoire de l'Italie en Fed Cup, en 2009, 2010, 2013 et 2024.

## Carrière tennistique

### 2005
Sara Errani s'illustre principalement en double dames. Elle remporte le tournoi ITF espagnol de Melilla, à la fois en simple et en double (avec María Martínez), celui de Torrent (avec Paula Garcia) et de Séville (encore avec María Martínez).

### 2006
Elle gagne le tournoi ITF de Cuneo en double avec Karin Knapp et atteint les quarts de finale du Grand Prix de Budapest (WTA) en simple, battue par Michaëlla Krajicek.

### 2007
Elle perd au premier tour du tournoi de Bogota face à Lourdes Domínguez Lino. La semaine suivante, issue des qualifications, elle se hisse en demi-finale de l'Open du Mexique. À l'US Open, pour sa première participation dans le grand tableau d'un tournoi du Grand Chelem, elle passe un tour, concédant ensuite la défaite face à Marion Bartoli.

### 2008
Après trois défaites au premier tour dans chacun des trois premiers Majeurs de la saison, elle fait coup double le 13 juillet en remportant son premier titre WTA, à la fois en simple et en double, aux Internationaux de Palerme. Le 27 juillet, elle gagne son deuxième titre WTA à l'Open de Slovénie face à Anabel Medina Garrigues.

### 2009
Lors de l'US Open, elle bat au second tour Patty Schnyder alors 19e mondiale. En novembre, elle remporte la Fed Cup au sein de l'équipe italienne face aux États-Unis.

### 2010
Sara Errani s'illustre en double dames en décrochant trois nouveaux titres. En novembre, elle remporte avec l'équipe italienne une deuxième Fed Cup consécutive face aux États-Unis.

### 2012. Finale de Grand Chelem en simple à Roland-Garros, titres importants en double
Sara Errani atteint les quarts de finale de l'Open d'Australie, où elle est battue par Petra Kvitová en deux manches, mais après avoir notamment battu Nadia Petrova.

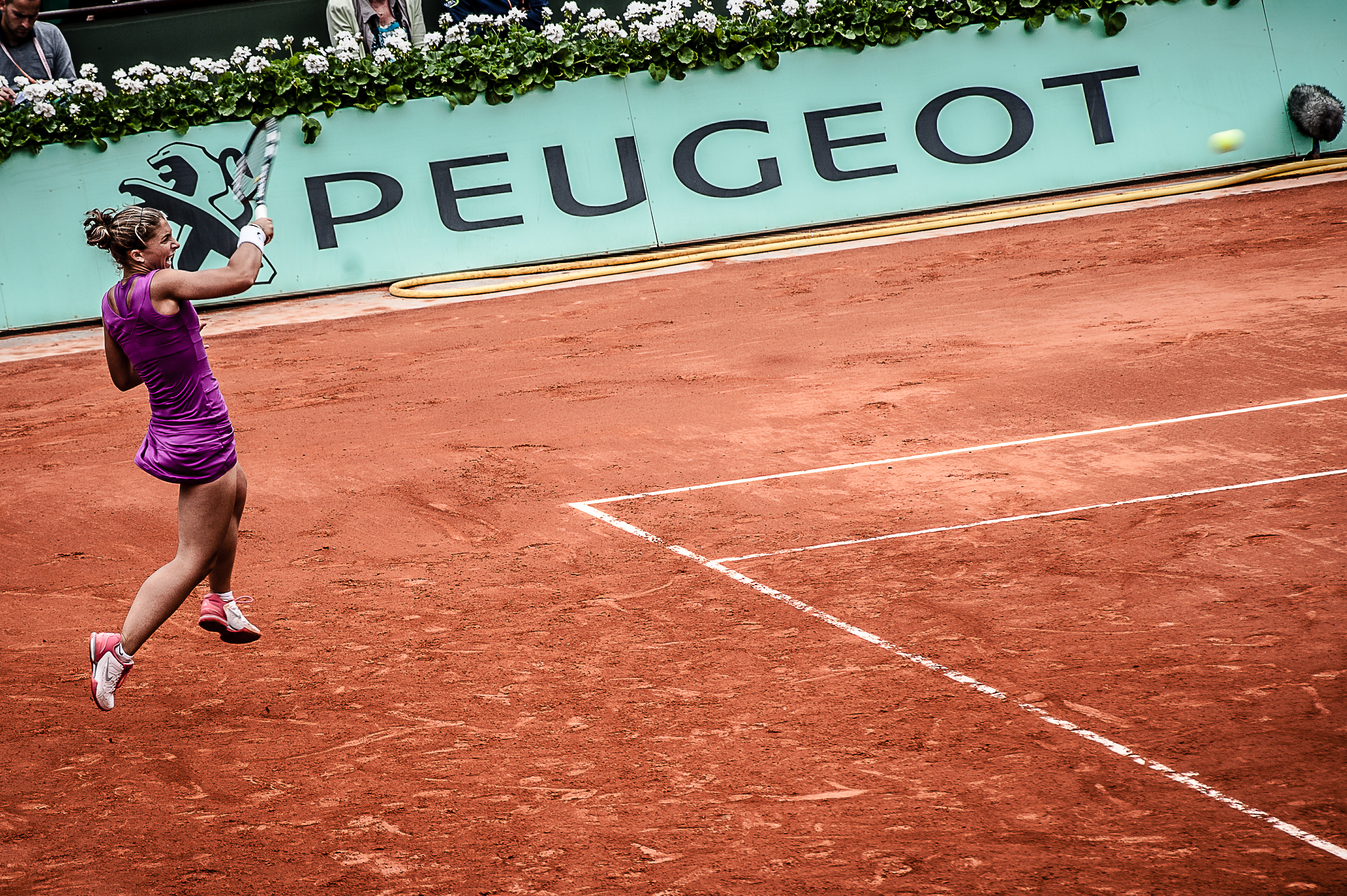
Sara Errani à Roland-Garros en 2012.

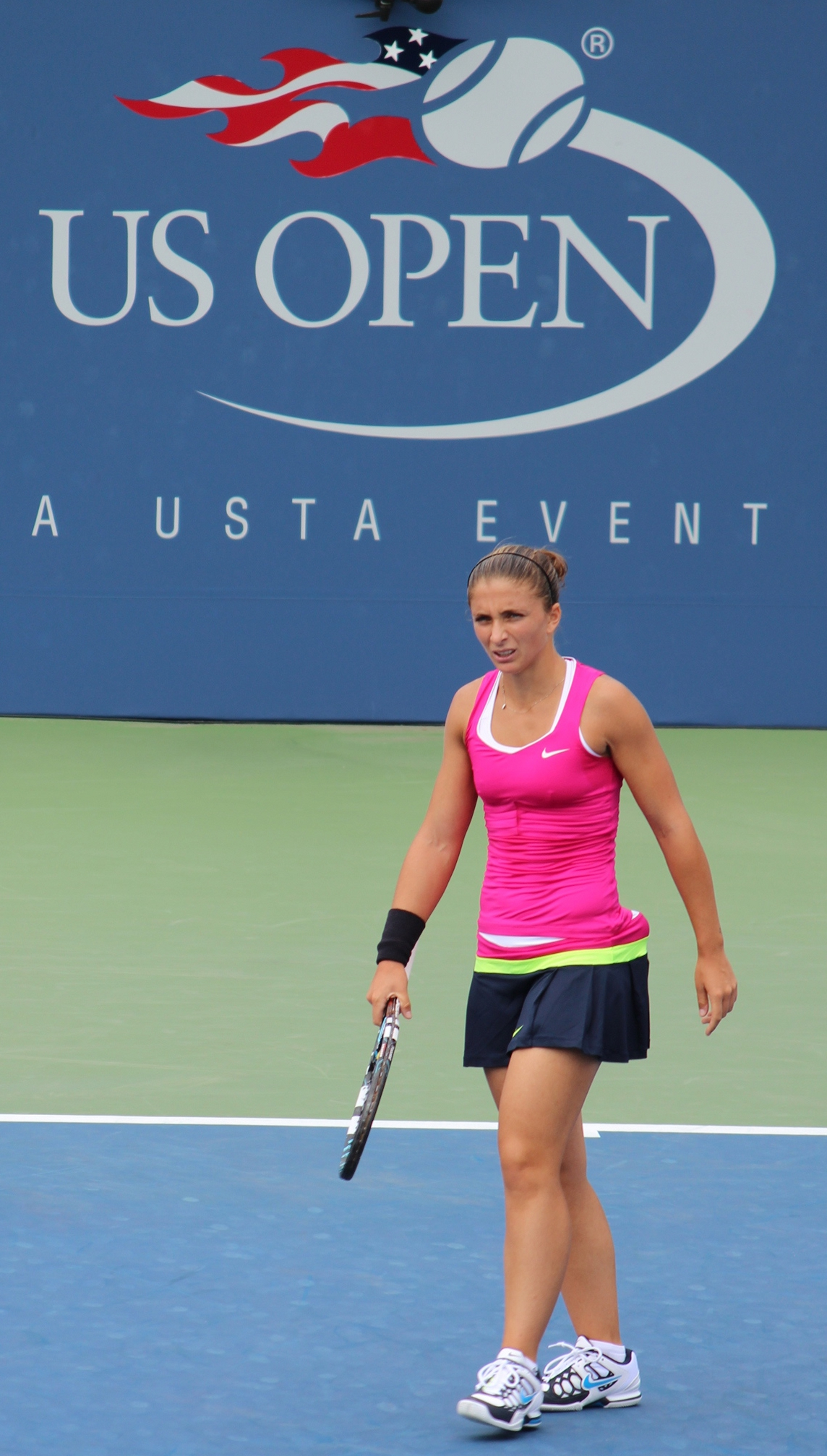
Sara Errani à l'US Open en 2012.

En simple, elle remporte les tournois d'Acapulco (4 mars), de Barcelone (15 avril), et de Budapest (6 mai), tous trois sur terre battue.
En double, elle remporte avec Roberta Vinci sur dur le tournoi de Monterrey (26 février) et sur terre battue les tournois d'Acapulco (4 mars), de Barcelone (15 avril), de Madrid (13 mai) et de Rome (20 mai).
Sara Errani se hisse en finale des Internationaux de France, après sa victoire en demi-finale contre l'ancienne finaliste Samantha Stosur 6e mondiale, sur le score de 7-5, 1-6, 6-3,. Et en ayant battu notamment deux anciennes lauréates du tournoi, d'abord Ana Ivanović (1-6, 7-5, 6-3) au troisième tour, puis Svetlana Kuznetsova (6-0, 7-5), avant de battre en quart la tête de série no 10 Angelique Kerber (6-3, 7-62) pour aller directement dans le dernier carré. Elle perd la finale de Roland-Garros (3-6, 2-6) face à Maria Sharapova, mais rejoint tout de même le top 10 mondial,,. La veille de sa finale de simple, elle remporte le double avec Roberta Vinci, face à Maria Kirilenko et Nadia Petrova en 3 sets 4-6, 6-4, 6-2.
À Wimbledon, elle s'incline au troisième tour contre Yaroslava Shvedova (0-6, 4-6) en ne marquant aucun point lors du premier set.
Elle parvient ensuite à se hisser en demi-finale de l'US Open en battant en huitième Angelique Kerber (7-65, 6-3) et en quart de finale sa compatriote de double Vinci (6-2, 6-4), se qualifiant pour la première fois dans le dernier carré à Flushing Meadows. Mais perd ensuite sèchement contre Serena Williams (1-6, 2-6). Toujours avec sa partenaire Roberta Vinci, elle gagne le tournoi en double.

### 2013. Demi-finale à Roland-Garros et meilleur classement en carrière

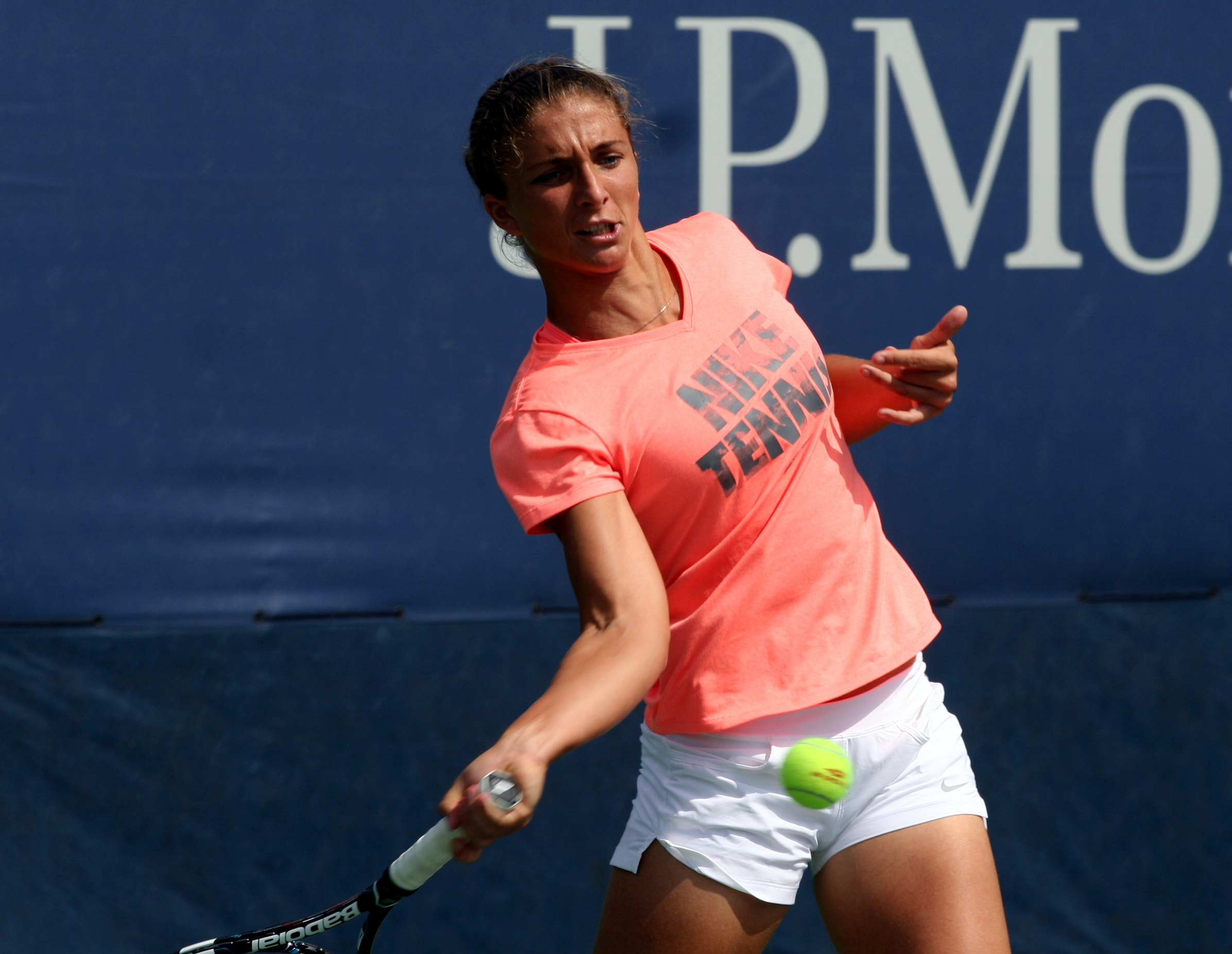
Sara Errani à l'US Open en 2013.

Sara Errani et Roberta Vinci complètent leurs titres avec un troisième succès en Grand Chelem à l'Open d'Australie, en battant en finale les Australiennes Casey Dellacqua et Ashleigh Barty, (6-2, 3-6, 6-2). La semaine suivante, à l'Open Gaz de France, elle atteint la finale assez facilement, et en bénéficiant de deux abandons, mais elle perd ensuite contre l'Allemande Mona Barthel en deux manches. Quelques jours plus tard, à Dubaï, elle file tranquillement jusqu'en finale en bénéficiant d'un tableau dégagé, mais tombe à nouveau en finale en trois manches contre Petra Kvitová.
Elle chute en demi-finale des Internationaux de France contre une grande Serena Williams qui ne lui laisse pas la moindre chance. Incapable de mettre son jeu en place, elle est battue 0-6, 1-6, en 46 minutes. Elle a auparavant battu notamment la 20e mondiale, Carla Suárez Navarro en trois manches et surtout la 4e mondiale, Agnieszka Radwańska (6-4, 7-66), en 1 h 49. En double, alors tenantes du titre, Sara Errani et Roberta Vinci perdent en finale contre les Russes Ekaterina Makarova et Elena Vesnina.
Sara Errani gagne son 7e titre en simple à l'Open du Mexique face à Carla Suárez Navarro. Elle atteint aussi le meilleur classement en simple de sa carrière en montant à la 5e place mondiale.

### 2014. Finale de Premier 5 à Rome et Grand Chelem en carrière en double

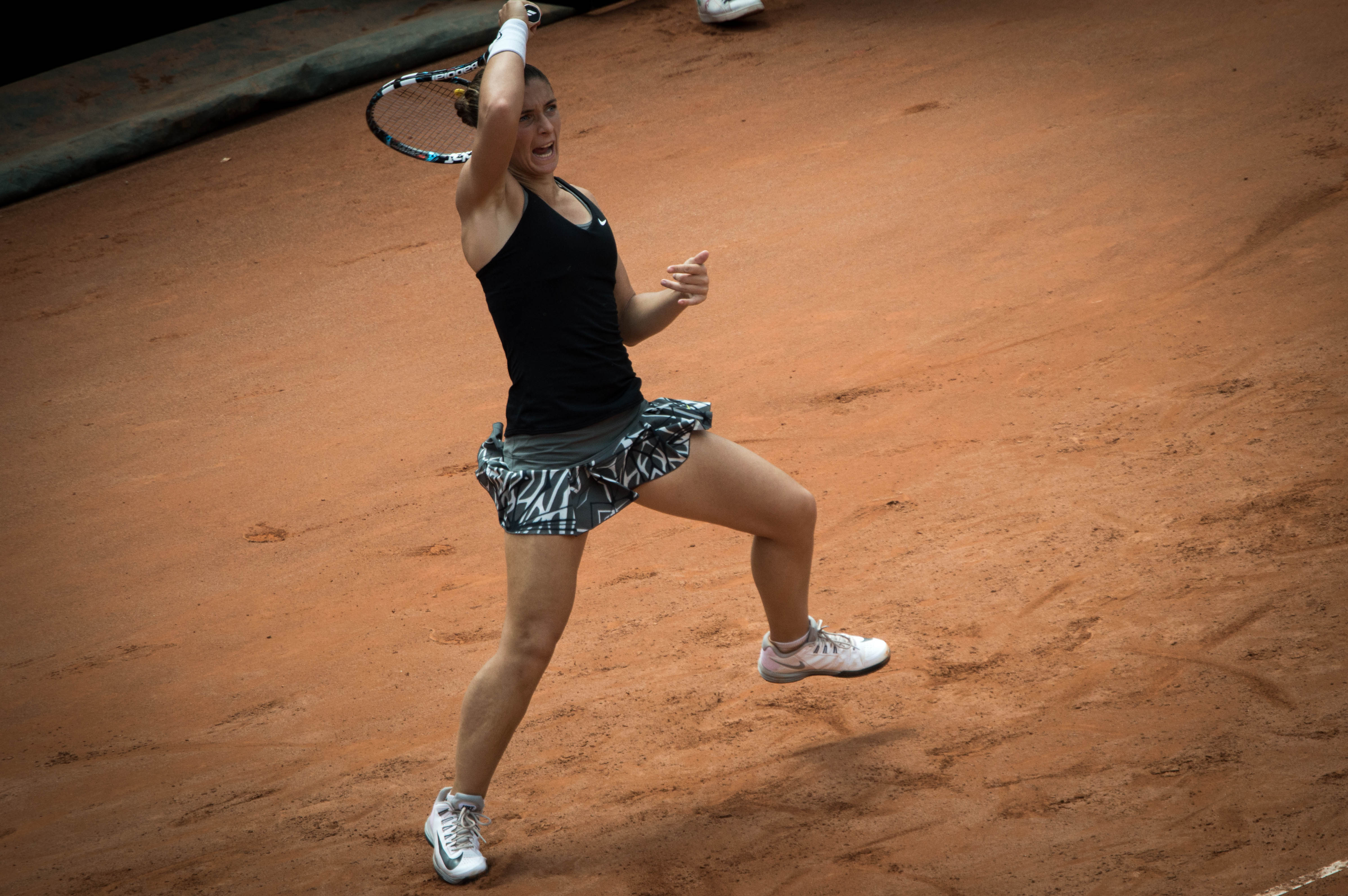
Sara Errani à Rome en 2014.

En double, Sara Errani et Roberta Vinci continuent leur moisson avec un quatrième titre du Grand Chelem à l'Open d'Australie en battant les Russes Ekaterina Makarova et Elena Vesnina 6-4, 3-6, 7-5 ; puis leur premier succès à Wimbledon en battant en finale Tímea Babos et Kristina Mladenovic 6-1, 6-3 de manière expéditive. Au tournoi suivant, à l'Open Gaz de France, Sara Errani atteint pour la deuxième année consécutive la finale, en battant difficilement (7-63, 3-6, 7-65) la Française Alizé Cornet. Mais elle perd à nouveau comme l'année précédente, cette fois-ci contre la Russe Anastasia Pavlyuchenkova, après avoir empoché le premier set.
En simple, elle atteint chez elle la finale des Internationaux d'Italie, qui est sa première finale dans cette catégorie. Elle bat Li Na (tête de série no 2) en quart (6-3, 4-6, 6-2), et Jelena Janković (tête de série no 6) en demi-finale (6-3, 7-5), qui sont deux membres du top 10, mais perd contre Serena Williams sévèrement 3-6, 0-6 en 1 h 11.
En Grand Chelem, elle atteint deux fois les quarts à Roland-Garros en perdant contre Andrea Petkovic, et à l'US Open contre Caroline Wozniacki tout en deux manches sèches.

### 2015. Titre à Rio
Elle gagne son 8e titre en simple à l'Open de Rio de Janeiro face à Anna Schmiedlová. Elle atteint les quarts de finale à Roland-Garros pour la quatrième année consécutive.

### 2016. Titre Premier en simple et sortie du top 30
Elle gagne son 9e titre en simple à Dubaï, tournoi de catégorie Premier, remportant ainsi le plus prestigieux titre de sa carrière, en battant facilement en finale Barbora Strýcová (6-0, 6-2).
Après une année catastrophique, elle décide de mettre un terme à sa saison fin septembre pour se concentrer sur 2017,. Elle décide également de mettre fin à sa collaboration avec Pablo Lozano et David Andres avec lesquels elle a travaillé durant 12 ans.

### 2017. Suspension pour contrôle positif
En août, Sara Errani est suspendue deux mois pour un contrôle antidopage positif réalisé en février ; ses résultats entre le 16 février et le 7 juin sont annulés. Elle fait son retour mi-octobre lors des qualifications du tournoi de Tianjin. Elle parvient en demi-finale où elle perd face à Aryna Sabalenka, et y remporte le double avec Irina-Camelia Begu. Le 11 juin 2018, à la suite d'un appel devant le TAS, sa suspension est augmentée à dix mois.

### 2022. Nouveaux titres en WTA 125
En début d'année, elle parvient en finale du double du tournoi de Melbourne 1 avec sa compatriote Jasmine Paolini mais elles échouent face à la paire Américaine Asia Muhammad / Jessica Pegula.
En juin, elle atteint en simple sa première finale depuis quatre ans au tournoi de Gaiba en catégorie WTA 125. Elle s'incline contre la Belge Alison Van Uytvanck (4-6, 3-6).
Elle remporte en juillet le Grand Est Open 88 à Contrexéville (Vosges) face à la hongroise Dama Galfi (6-4 1-6 7-6).
Enfin, en double comme en simple, elle gagne en novembre son 1er tournoi depuis 4 ans lors du tournoi de Buenos Aires avec la Roumaine Irina Bara comme partenaire.
Son année 2022 l'aura vu atteindre 4 finales à 35 ans, 1 perdue en double sur le circuit principal et 3 en catégorie WTA 125, 2 remportées et 1 perdue.

### 2023. Finale en WTA 125 à San Luis Potosi
Début avril, elle dispute la finale de San Luis Potosi, sortant la Suissesse Ylena In-Albon (6-3, 6-2), l'Espagnole Aliona Bolsova (6-2, 6-2), la tête de série numéro deux Tatjana Maria (6-2, 6-1) et la Slovaque Kaja Juvan (1-6, 6-4, 6-2). Elle est battue en finale par sa compatriote, la tête de série numéro une Elisabetta Cocciaretto (7-5, 4-6, 5-7).

### 2024. Championne olympique en double dames
À Cluj, elle arrive jusqu'en quarts de finale. Il lui faut attendre Bogota pour améliorer son parcours. Elle y atteint les demi-finales. 
Aux Jeux olympiques de Paris, associée à Jasmine Paolini, elle remporte la médaille d'or en double dames. 
Elle crée la surprise lors de  l'US Open en se hissant au troisième tour après des victoires sur Cristina Bucșa et Caroline Dolehide. Elle est éliminée par Diana Shnaider. C'est son meilleur résultat dans ce tournoi depuis huit ans, et depuis 2021 dans un majeur.

## Palmarès

### Titres en simple dames
| No | Date       | Nom et lieu du tournoi                | Catégorie | Dotation    | Surface      | Finaliste            | Score          |          |
| -- | ---------- | ------------------------------------- | --------- | ----------- | ------------ | -------------------- | -------------- | -------- |
| 1  | 07-07-2008 | Internazionali Femminili, Palerme     | Tier IV   | 145 000 $   | Terre (ext.) | Mariya Koryttseva    | 6-2, 6-3       | Parcours |
| 2  | 21-07-2008 | Banka Koper Slovenia Open, Portorož   | Tier IV   | 145 000 $   | Dur (ext.)   | Anabel Medina        | 6-3, 6-3       | Parcours |
| 3  | 27-02-2012 | Abierto Mexicano Telcel, Acapulco     | Intern'l  | 220 000 $   | Terre (ext.) | Flavia Pennetta      | 5-7, 7-62, 6-0 | Parcours |
| 4  | 09-04-2012 | Barcelona Ladies Open, Barcelone      | Intern'l  | 220 000 $   | Terre (ext.) | Dominika Cibulková   | 6-2, 6-2       | Parcours |
| 5  | 30-04-2012 | Grand Prix, Budapest                  | Intern'l  | 220 000 $   | Terre (ext.) | Elena Vesnina        | 7-5, 6-4       | Parcours |
| 6  | 09-07-2012 | XXV Internazionali Femminili, Palerme | Intern'l  | 220 000 $   | Terre (ext.) | Barbora Strýcová     | 6-1, 6-3       | Parcours |
| 7  | 25-02-2013 | Abierto Mexicano Telcel, Acapulco     | Intern'l  | 235 000 $   | Terre (ext.) | Carla Suárez Navarro | 6-0, 6-4       | Parcours |
| 8  | 16-02-2015 | Rio Open by Claro, Rio de Janeiro     | Intern'l  | 250 000 $   | Terre (ext.) | Anna K. Schmiedlová  | 7-62, 6-1      | Parcours |
| 9  | 15-02-2016 | Duty Free Tennis Championships, Dubaï | Premier   | 2 000 000 $ | Dur (ext.)   | Barbora Strýcová     | 6-0, 6-2       | Parcours |

### Finales en simple dames
| No | Date       | Nom et lieu du tournoi                | Catégorie | Dotation     | Surface      | Vainqueure          | Score          |          |
| -- | ---------- | ------------------------------------- | --------- | ------------ | ------------ | ------------------- | -------------- | -------- |
| 1  | 13-07-2009 | Internazionali Femminili, Palerme     | Intern'l  | 220 000 $    | Terre (ext.) | Flavia Pennetta     | 6-1, 6-2       | Parcours |
| 2  | 20-07-2009 | Banka Koper Slovenia Open, Portorož   | Intern'l  | 220 000 $    | Dur (ext.)   | Dinara Safina       | 6-75, 6-1, 7-5 | Parcours |
| 3  | 07-02-2011 | PTT Open, Pattaya                     | Intern'l  | 220 000 $    | Dur (ext.)   | Daniela Hantuchová  | 6-0, 6-2       | Parcours |
| 4  | 27-05-2012 | Roland-Garros, Paris                  | G. Chelem | 11 315 740 $ | Terre (ext.) | Maria Sharapova     | 6-3, 6-2       | Parcours |
| 5  | 28-01-2013 | Open GDF Suez, Paris                  | Premier   | 690 000 $    | Dur (int.)   | Mona Barthel        | 7-5, 7-64      | Parcours |
| 6  | 18-02-2013 | Duty Free Tennis Championships, Dubaï | Premier   | 2 000 000 $  | Dur (ext.)   | Petra Kvitová       | 6-2, 1-6, 6-1  | Parcours |
| 7  | 08-07-2013 | XXVI Italiacom Open, Palerme          | Intern'l  | 235 000 $    | Terre (ext.) | Roberta Vinci       | 6-3, 3-6, 6-3  | Parcours |
| 8  | 27-01-2014 | Open GDF Suez, Paris                  | Premier   | 710 000 $    | Dur (int.)   | A. Pavlyuchenkova   | 3-6, 6-2, 6-3  | Parcours |
| 9  | 12-05-2014 | Internazionali BNL d'Italia, Rome     | Premier 5 | 2 628 800 $  | Terre (ext.) | Serena Williams     | 6-3, 6-0       | Parcours |
| 10 | 13-07-2015 | BRD Bucharest Open, Bucarest          | Intern'l  | 250 000 $    | Terre (ext.) | Anna K. Schmiedlová | 7-63, 6-3      | Parcours |

### Titres en double dames
| No | Date       | Nom et lieu du tournoi                 | Catégorie     | Dotation     | Surface      | Partenaire             | Finalistes                                    | Score             |          |
| -- | ---------- | -------------------------------------- | ------------- | ------------ | ------------ | ---------------------- | --------------------------------------------- | ----------------- | -------- |
| 1  | 07-07-2008 | Internazionali Femminili Palerme       | Tier IV       | 145 000 $    | Terre (ext.) | Nuria Llagostera Vives | Alla Kudryavtseva A. Pavlyuchenkova           | 2-6, 7-61, [10-4] | Parcours |
| 2  | 15-06-2009 | Ordina Open Bois-le-Duc                | Intern'l      | 220 000 $    | Gazon (ext.) | Flavia Pennetta        | Michaëlla Krajicek Yanina Wickmayer           | 6-4, 5-7, [13-11] | Parcours |
| 3  | 05-04-2010 | Andalucia Tennis Experience Marbella   | Intern'l      | 220 000 $    | Terre (ext.) | Roberta Vinci          | Maria Kondratieva Yaroslava Shvedova          | 6-4, 6-2          | Parcours |
| 4  | 12-04-2010 | Barcelona Ladies Open Barcelone        | Intern'l      | 220 000 $    | Terre (ext.) | Roberta Vinci          | Timea Bacsinszky Tathiana Garbin              | 6-1, 3-6, [10-2]  | Parcours |
| 5  | 12-07-2010 | XXIII Internazionali Femminili Palerme | Intern'l      | 220 000 $    | Terre (ext.) | Alberta Brianti        | Jill Craybas Julia Görges                     | 6-4, 6-1          | Parcours |
| 6  | 10-01-2011 | Moorilla International Hobart          | Intern'l      | 220 000 $    | Dur (ext.)   | Roberta Vinci          | Kateryna Bondarenko Līga Dekmeijere           | 6-3, 7-5          | Parcours |
| 7  | 07-02-2011 | PTT Open Pattaya                       | Intern'l      | 220 000 $    | Dur (ext.)   | Roberta Vinci          | Sun Shengnan Zheng Jie                        | 3-6, 6-3, [10-5]  | Parcours |
| 8  | 11-07-2011 | XXIV Internazionali Femminili Palerme  | Intern'l      | 220 000 $    | Terre (ext.) | Roberta Vinci          | Andrea Hlaváčková Klára Zakopalová            | 7-5, 6-1          | Parcours |
| 9  | 20-02-2012 | Whirlpool Monterrey Open Monterrey     | Intern'l      | 220 000 $    | Dur (ext.)   | Roberta Vinci          | Kimiko Date-Krumm Zhang Shuai                 | 6-2, 7-66         | Parcours |
| 10 | 27-02-2012 | Abierto Mexicano Telcel Acapulco       | Intern'l      | 220 000 $    | Terre (ext.) | Roberta Vinci          | Lourdes Domínguez Lino Arantxa Parra Santonja | 6-2, 6-1          | Parcours |
| 11 | 09-04-2012 | Barcelona Ladies Open Barcelone        | Intern'l      | 220 000 $    | Terre (ext.) | Roberta Vinci          | Flavia Pennetta Francesca Schiavone           | 6-0, 6-2          | Parcours |
| 12 | 05-05-2012 | Mutua Madrid Open Madrid               | PREMIER*      | 5 189 603 $  | Terre (ext.) | Roberta Vinci          | Ekaterina Makarova Elena Vesnina              | 6-1, 3-6, [10-4]  | Parcours |
| 13 | 14-05-2012 | Internazionali BNL d'Italia Rome       | Premier 5     | 2 168 400 $  | Terre (ext.) | Roberta Vinci          | Ekaterina Makarova Elena Vesnina              | 6-2, 7-5          | Parcours |
| 14 | 27-05-2012 | Roland-Garros Paris                    | G. Chelem     | 11 315 740 $ | Terre (ext.) | Roberta Vinci          | Maria Kirilenko Nadia Petrova                 | 4-6, 6-4, 6-2     | Parcours |
| 15 | 18-06-2012 | Unicef Open Bois-le-Duc                | Intern'l      | 220 000 $    | Gazon (ext.) | Roberta Vinci          | Maria Kirilenko Nadia Petrova                 | 6-4, 3-6, [11-9]  | Parcours |
| 16 | 27-08-2012 | US Open Flushing Meadows               | G. Chelem     | 11 517 008 $ | Dur (ext.)   | Roberta Vinci          | Andrea Hlaváčková Lucie Hradecká              | 6-4, 6-2          | Parcours |
| 17 | 14-01-2013 | Australian Open Melbourne              | G. Chelem     | 13 712 772 $ | Dur (ext.)   | Roberta Vinci          | Ashleigh Barty Casey Dellacqua                | 6-2, 3-6, 6-2     | Parcours |
| 18 | 28-01-2013 | Open GDF Suez Paris                    | Premier       | 690 000 $    | Dur (int.)   | Roberta Vinci          | Andrea Hlaváčková Liezel Huber                | 6-1, 6-1          | Parcours |
| 19 | 11-02-2013 | Qatar Total Open 2013 Doha             | Premier 5     | 2 369 000 $  | Dur (ext.)   | Roberta Vinci          | Nadia Petrova Katarina Srebotnik              | 2-6, 6-3, [10-6]  | Parcours |
| 20 | 13-01-2014 | Australian Open Melbourne              | G. Chelem     | 13 615 654 $ | Dur (ext.)   | Roberta Vinci          | Ekaterina Makarova Elena Vesnina              | 6-4, 3-6, 7-5     | Parcours |
| 21 | 21-04-2014 | Porsche Tennis Grand Prix Stuttgart    | Premier       | 710 000 $    | Terre (int.) | Roberta Vinci          | Cara Black Sania Mirza                        | 6-2, 6-3          | Parcours |
| 22 | 05-05-2014 | Mutua Madrid Open Madrid               | PREMIER*      | 4 236 425 $  | Terre (ext.) | Roberta Vinci          | Garbiñe Muguruza Carla Suárez Navarro         | 6-4, 6-3          | Parcours |
| 23 | 23-06-2014 | The Championships Wimbledon            | G. Chelem     | 18 575 979 $ | Gazon (ext.) | Roberta Vinci          | Tímea Babos Kristina Mladenovic               | 6-1, 6-3          | Parcours |
| 24 | 04-08-2014 | Coupe Rogers Montréal                  | Premier 5     | 2 440 070 $  | Dur (ext.)   | Roberta Vinci          | Cara Black Sania Mirza                        | 7-64, 6-3         | Parcours |
| 25 | 05-01-2015 | ASB Classic Auckland                   | Intern'l      | 250 000 $    | Dur (ext.)   | Roberta Vinci          | Shuko Aoyama Renata Voráčová                  | 6-2, 6-1          | Parcours |
| 26 | 09-10-2017 | Tianjin Open Tianjin                   | Intern'l      | 500 000 $    | Dur (ext.)   | Irina-Camelia Begu     | Dalila Jakupović Nina Stojanović              | 6-4, 6-3          | Parcours |
| 27 | 01-01-2018 | ASB Classic Auckland                   | Intern'l      | 250 000 $    | Dur (ext.)   | Bibiane Schoofs        | Eri Hozumi Miyu Kato                          | 7-5, 6-1          | Parcours |
| 28 | 16-10-2023 | Jasmin Open Monastir Monastir          | WTA 250       | 259 303 $    | Dur (ext.)   | Jasmine Paolini        | Mai Hontama Natalija Stevanović               | 2-6, 7-64, [10-6] | Parcours |
| 29 | 29-01-2024 | Upper Austria Ladies Linz Linz         | WTA 500       | 922 573 $    | Dur (int.)   | Jasmine Paolini        | Nicole Melichar-Martinez Ellen Perez          | 7-5, 4-6, [10-7]  | Parcours |
| 30 | 07-05-2024 | Internazionali BNL d'Italia Rome       | WTA 1000      | 5 509 771 $  | Terre (ext.) | Jasmine Paolini        | Coco Gauff Erin Routliffe                     | 6-3, 4-6, [10-8]  | Parcours |
| 31 | 27-07-2024 | Summer Olympic Tennis Event Paris      | J. olympiques | NC           | Terre (ext.) | Jasmine Paolini        | Mirra Andreeva · Diana Shnaider               | 2-6, 6-1, [10-7]  | Parcours |
| 32 | 25-09-2024 | China Open Pékin                       | WTA 1000      | 8 955 610 $  | Dur (ext.)   | Jasmine Paolini        | Chan Hao-ching Veronika Kudermetova           | 6-4, 6-4          | Parcours |
| 33 | 09-02-2025 | Qatar TotalEnergies Open 2025 Doha     | WTA 1000      | 3 654 963 $  | Dur (ext.)   | Jasmine Paolini        | Jiang Xinyu Wu Fang-hsien                     | 7-5, 7-610        | Parcours |
| 34 | 06-05-2025 | Internazionali BNL d'Italia Rome       | WTA 1000      | 6 009 593 $  | Terre (ext.) | Jasmine Paolini        | Veronika Kudermetova Elise Mertens            | 6-4, 7-5          | Parcours |
| 35 | 27-05-2025 | Roland-Garros Paris                    | G. Chelem     | 56 352 000 € | Terre (ext.) | Jasmine Paolini        | Anna Danilina Aleksandra Krunić               | 6-4, 2-6, 6-1     | Parcours |

### Finales en double dames
| No | Date       | Nom et lieu du tournoi                | Catégorie | Dotation     | Surface      | Vainqueures                                   | Partenaire           | Score             |          |
| -- | ---------- | ------------------------------------- | --------- | ------------ | ------------ | --------------------------------------------- | -------------------- | ----------------- | -------- |
| 1  | 22-02-2010 | Abierto Mexicano Telcel HSBC Acapulco | Intern'l  | 220 000 $    | Terre (ext.) | Polona Hercog Barbora Z. Strýcová             | Roberta Vinci        | 2-6, 6-1, [10-2]  | Parcours |
| 2  | 18-10-2010 | Kremlin Cup Moscou                    | Premier   | 1 000 000 $  | Dur (int.)   | Gisela Dulko Flavia Pennetta                  | María José Martínez  | 6-3, 2-6, [10-6]  | Parcours |
| 3  | 04-04-2011 | Andalucia Tennis Experience Marbella  | Intern'l  | 220 000 $    | Terre (ext.) | Nuria Llagostera Vives Arantxa Parra Santonja | Roberta Vinci        | 3-6, 6-4, [10-5]  | Parcours |
| 4  | 06-06-2011 | Aegon Classic Birmingham              | Intern'l  | 220 000 $    | Gazon (ext.) | Olga Govortsova Alla Kudryavtseva             | Roberta Vinci        | 1-6, 6-1, [10-5]  | Parcours |
| 5  | 22-08-2011 | New Haven Open at Yale New Haven      | Premier   | 618 000 $    | Dur (ext.)   | Chuang Chia-Jung Olga Govortsova              | Roberta Vinci        | 7-5, 6-2          | Parcours |
| 6  | 16-01-2012 | Australian Open Melbourne             | G. Chelem | 12 122 762 $ | Dur (ext.)   | Svetlana Kuznetsova Vera Zvonareva            | Roberta Vinci        | 5-7, 6-4, 6-3     | Parcours |
| 7  | 20-03-2012 | Sony Ericsson Open Miami              | PREMIER*  | 4 828 050 $  | Dur (ext.)   | Maria Kirilenko Nadia Petrova                 | Roberta Vinci        | 7-60, 4-6, [10-4] | Parcours |
| 8  | 07-01-2013 | Apia International Sydney             | Premier   | 690 000 $    | Dur (ext.)   | Nadia Petrova Katarina Srebotnik              | Roberta Vinci        | 6-3, 6-4          | Parcours |
| 9  | 13-05-2013 | Internazionali BNL d'Italia Rome      | Premier 5 | 2 369 000 $  | Terre (ext.) | Hsieh Su-Wei Peng Shuai                       | Roberta Vinci        | 4-6, 6-3, [10-8]  | Parcours |
| 10 | 26-05-2013 | Roland-Garros Paris                   | G. Chelem | 12 957 474 $ | Terre (ext.) | Ekaterina Makarova Elena Vesnina              | Roberta Vinci        | 7-5, 6-2          | Parcours |
| 11 | 05-01-2014 | Apia International Sydney Sydney      | Premier   | 710 000 $    | Dur (ext.)   | Tímea Babos Lucie Šafářová                    | Roberta Vinci        | 7-5, 3-6, [10-7]  | Parcours |
| 12 | 12-05-2014 | Internazionali BNL d'Italia Rome      | Premier 5 | 2 628 800 $  | Terre (ext.) | Květa Peschke Katarina Srebotnik              | Roberta Vinci        | 4-0, ab.          | Parcours |
| 13 | 25-05-2014 | Roland-Garros Paris                   | G. Chelem | 15 598 998 $ | Terre (ext.) | Hsieh Su-Wei Peng Shuai                       | Roberta Vinci        | 6-4, 6-1          | Parcours |
| 14 | 21-02-2016 | Qatar Total Open 2016 Doha            | Premier 5 | 2 818 000 $  | Dur (ext.)   | Chan Hao-Ching Chan Yung-Jan                  | Carla Suárez Navarro | 6-3, 6-3          | Parcours |
| 15 | 04-01-2022 | Melbourne Summer Set 1 Melbourne      | WTA 250   | 239 477 $    | Dur (ext.)   | Asia Muhammad Jessica Pegula                  | Jasmine Paolini      | 6-3, 6-1          | Parcours |
| 16 | 29-05-2024 | Roland-Garros Paris                   | G. Chelem | 53 478 000 € | Terre (ext.) | Coco Gauff Kateřina Siniaková                 | Jasmine Paolini      | 7-65, 6-3         | Parcours |
| 17 | 16-06-2025 | Berlin Tennis Open Berlin             | WTA 500   | 1 064 510 $  | Gazon (ext.) | Tereza Mihalíková Olivia Nicholls             | Jasmine Paolini      | 4-6, 6-2, [10-6]  | Parcours |

### Titres en double mixte
| No | Date       | Nom et lieu du tournoi   | Catégorie | Dotation | Surface      | Partenaire       | Finalistes                   | Score     |          |
| -- | ---------- | ------------------------ | --------- | -------- | ------------ | ---------------- | ---------------------------- | --------- | -------- |
| 1  | 28-08-2024 | US Open Flushing Meadows | G. Chelem | NC       | Dur (ext.)   | Andrea Vavassori | Taylor Townsend Donald Young | 7-60, 7-5 | Parcours |
| 2  | 27-05-2025 | Roland-Garros Paris      | G. Chelem | NC       | Terre (ext.) | Andrea Vavassori | Taylor Townsend Evan King    | 6-4, 6-2  | Parcours |

### Titres en simple en WTA 125
| No | Date       | Nom et lieu du tournoi                 | Catégorie | Dotation  | Surface      | Finaliste           | Score          |          |
| -- | ---------- | -------------------------------------- | --------- | --------- | ------------ | ------------------- | -------------- | -------- |
| 1  | 26-02-2018 | Oracle Challenger Series, Indian Wells | WTA 125   | 150 000 $ | Dur (ext.)   | Kateryna Bondarenko | 6-4, 6-2       | Parcours |
| 2  | 04-07-2022 | Grand Est Open 88, Contrexéville       | WTA 125   | 115 000 $ | Terre (ext.) | Dalma Gálfi         | 6-4, 1-6, 7-64 | Parcours |

### Finales en simple en WTA 125
| No | Date       | Nom et lieu du tournoi                                             | Catégorie | Dotation  | Surface      | Vainqueure             | Score         |          |
| -- | ---------- | ------------------------------------------------------------------ | --------- | --------- | ------------ | ---------------------- | ------------- | -------- |
| 1  | 13-06-2022 | Veneto Open - Internazionali Confindustria Venezia e Rovigo, Gaiba | WTA 125   | 115 000 $ | Gazon (ext.) | Alison Van Uytvanck    | 6-4, 6-3      | Parcours |
| 2  | 27-03-2023 | San Luis Potosí 125, San Luis Potosí                               | WTA 125   | 115 000 $ | Terre (ext.) | Elisabetta Cocciaretto | 5-7, 6-4, 7-5 | Parcours |
| 3  | 11-09-2023 | Țiriac Foundation Trophy, Bucarest                                 | WTA 125   | 115 000 $ | Terre (ext.) | Astra Sharma           | 0-6, 7-5, 6-2 | Parcours |

### Titres en double en WTA 125
| No | Date       | Nom et lieu du tournoi         | Catégorie | Dotation  | Surface      | Partenaire      | Finalistes                | Score            |          |
| -- | ---------- | ------------------------------ | --------- | --------- | ------------ | --------------- | ------------------------- | ---------------- | -------- |
| 1  | 15-11-2022 | Buenos Aires Open Buenos Aires | WTA 125   | 115 000 $ | Terre (ext.) | Irina Bara      | Jang Su-jeong You Xiaodi  | 6-1, 7-5         | Parcours |
| 2  | 20-11-2023 | MundoTenis Open Florianópolis  | WTA 125   | 115 000 $ | Terre (ext.) | Léolia Jeanjean | Julia Lohoff Conny Perrin | 7-5, 3-6, [10-7] | Parcours |

### Finale en double en WTA 125
| No | Date       | Nom et lieu du tournoi                | Catégorie | Dotation  | Surface    | Vainqueures                    | Partenaire        | Score    |          |
| -- | ---------- | ------------------------------------- | --------- | --------- | ---------- | ------------------------------ | ----------------- | -------- | -------- |
| 1  | 11-03-2024 | Fifth Third Charleston 125 Charleston | WTA 125   | 115 000 $ | Dur (ext.) | Olivia Gadecki Olivia Nicholls | Tereza Mihalíková | 6-2, 6-1 | Parcours |

## Parcours en Grand Chelem

### Finale (1)
| Année | Tournoi       | Adversaire en finale | Score    |
| 2012  | Roland-Garros | Maria Sharapova      | 3-6, 2-6 |

### En simple dames
| Année | Open d'Australie                                                    | Open d'Australie                                                   | Internationaux de France                                           | Internationaux de France                                              | Wimbledon                                                         | Wimbledon                                                  | US Open | US Open |
| ----- | ------------------------------------------------------------------- | ------------------------------------------------------------------ | ------------------------------------------------------------------ | --------------------------------------------------------------------- | ----------------------------------------------------------------- | ---------------------------------------------------------- | ------- | ------- |
| 2006  | —                                                                   | —                                                                  | —                                                                  | —                                                                     | Q1 \|\| style="text-align:left" \| Romina Oprandi                 | Q1 \|\| style="text-align:left" \| Shikha Uberoi           |         |         |
| 2007  | Q1 \|\| style="text-align:left" \| Ayumi Morita                     | Q1 \|\| style="text-align:left" \| Raluca Olaru                    | —                                                                  | —                                                                     | 2e tour (1/32) \|\| style="text-align:left" \| Marion Bartoli     |                                                            |         |         |
| 2008  | 1er tour (1/64) \|\| style="text-align:left" \| Lindsay Davenport   | 1er tour (1/64) \|\| style="text-align:left" \| Gisela Dulko       | 1er tour (1/64) \|\| style="text-align:left" \| Daniela Hantuchová | 2e tour (1/32) \|\| style="text-align:left" \| Li Na                  |                                                                   |                                                            |         |         |
| 2009  | 3e tour (1/16) \|\| style="text-align:left" \| Vera Zvonareva       | 1er tour (1/64) \|\| style="text-align:left" \| Ana Ivanović       | 2e tour (1/32) \|\| style="text-align:left" \| Ana Ivanović        | 3e tour (1/16) \|\| style="text-align:left" \| Yanina Wickmayer       |                                                                   |                                                            |         |         |
| 2010  | 3e tour (1/16) \|\| style="text-align:left" \| Yanina Wickmayer     | 1er tour (1/64) \|\| style="text-align:left" \| Yaroslava Shvedova | 3e tour (1/16) \|\| style="text-align:left" \| Agnieszka Radwańska | 3e tour (1/16) \|\| style="text-align:left" \| Samantha Stosur        |                                                                   |                                                            |         |         |
| 2011  | 1er tour (1/64) \|\| style="text-align:left" \| Venus Williams      | 2e tour (1/32) \|\| style="text-align:left" \| Daniela Hantuchová  | 2e tour (1/32) \|\| style="text-align:left" \| Kateryna Bondarenko | 1er tour (1/64) \|\| style="text-align:left" \| Svetlana Kuznetsova   |                                                                   |                                                            |         |         |
| 2012  | 1/4 de finale                                                       | Petra Kvitová                                                      | Finale                                                             | Maria Sharapova                                                       | 3e tour (1/16) \|\| style="text-align:left" \| Yaroslava Shvedova | 1/2 finale \|\| style="text-align:left" \| Serena Williams |         |         |
| 2013  | 1er tour (1/64) \|\| style="text-align:left" \| Carla Suárez        | 1/2 finale \|\| style="text-align:left" \| Serena Williams         | 1er tour (1/64) \|\| style="text-align:left" \| Mónica Puig        | 2e tour (1/32) \|\| style="text-align:left" \| Flavia Pennetta        |                                                                   |                                                            |         |         |
| 2014  | 1er tour (1/64) \|\| style="text-align:left" \| Julia Görges        | 1/4 de finale                                                      | Andrea Petkovic                                                    | 1er tour (1/64) \|\| style="text-align:left" \| Caroline Garcia       | 1/4 de finale                                                     | Caroline Wozniacki                                         |         |         |
| 2015  | 3e tour (1/16) \|\| style="text-align:left" \| Yanina Wickmayer     | 1/4 de finale                                                      | Serena Williams                                                    | 2e tour (1/32) \|\| style="text-align:left" \| Aleksandra Krunić      | 3e tour (1/16) \|\| style="text-align:left" \| Samantha Stosur    |                                                            |         |         |
| 2016  | 1er tour (1/64) \|\| style="text-align:left" \| Margarita Gasparyan | 1er tour (1/64) \|\| style="text-align:left" \| Tsvetana Pironkova | 2e tour (1/32) \|\| style="text-align:left" \| Alizé Cornet        | 1er tour (1/64) \|\| style="text-align:left" \| Shelby Rogers         |                                                                   |                                                            |         |         |
| 2017  | 2e tour (1/32) \|\| style="text-align:left" \| Ekaterina Makarova   | 2e tour (1/32) \|\| style="text-align:left" \| Kristina Mladenovic | 1er tour (1/64) \|\| style="text-align:left" \| Tsvetana Pironkova | —                                                                     | —                                                                 |                                                            |         |         |
| 2018  | Q3 \|\| style="text-align:left" \| Luksika Kumkhum                  | 1er tour (1/64) \|\| style="text-align:left" \| Alizé Cornet       | —                                                                  | —                                                                     | —                                                                 | —                                                          |         |         |
|       |                                                                     |                                                                    |                                                                    |                                                                       |                                                                   |                                                            |         |         |
| 2020  | Q1 \|\| style="text-align:left" \| Anna Kalinskaya                  | 2e tour (1/32) \|\| style="text-align:left" \| Kiki Bertens        | Annulé                                                             | Annulé                                                                | —                                                                 | —                                                          |         |         |
| 2021  | 3e tour (1/16) \|\| style="text-align:left" \| Hsieh Su-wei         | Q2 \|\| style="text-align:left" \| Nuria Párrizas Díaz             | Q1 \|\| style="text-align:left" \| Storm Sanders                   | 1er tour (1/64) \|\| style="text-align:left" \| Ekaterina Alexandrova |                                                                   |                                                            |         |         |
| 2022  | Q1 \|\| style="text-align:left" \| Jang Su-jeong                    | Q2 \|\| style="text-align:left" \| Lesia Tsurenko                  | Q1 \|\| style="text-align:left" \| Mirjam Björklund                | Q1 \|\| style="text-align:left" \| Gabriela Lee                       |                                                                   |                                                            |         |         |
| 2023  | Q1 \|\| style="text-align:left" \| Jang Su-jeong                    | 2e tour (1/32) \|\| style="text-align:left" \| Irina-Camelia Begu  | 1er tour (1/64) \|\| style="text-align:left" \| Madison Brengle    | Q1 \|\| style="text-align:left" \| Erika Andreeva                     |                                                                   |                                                            |         |         |
| 2024  | 1er tour (1/64) \|\| style="text-align:left" \| Storm Hunter        | 2e tour (1/32) \|\| style="text-align:left" \| Emma Navarro        | 1er tour (1/64) \|\| style="text-align:left" \| Linda Nosková      | 3e tour (1/16) \|\| style="text-align:left" \| Diana Shnaider         |                                                                   |                                                            |         |         |
| 2025  | Q2 \|\| style="text-align:left" \| Brenda Fruhvirtová               | Q2 \|\| style="text-align:left" \| Anna-Lena Friedsam              |                                                                    |                                                                       |                                                                   |                                                            |         |         |

À droite du résultat, l'ultime adversaire.

### En double dames
| Année | Open d'Australie                                                                        | Open d'Australie                                                                         | Internationaux de France                                                                  | Internationaux de France                                                                   | Wimbledon                                                                         | Wimbledon                                                                       | US Open                                                                                | US Open |
| ----- | --------------------------------------------------------------------------------------- | ---------------------------------------------------------------------------------------- | ----------------------------------------------------------------------------------------- | ------------------------------------------------------------------------------------------ | --------------------------------------------------------------------------------- | ------------------------------------------------------------------------------- | -------------------------------------------------------------------------------------- | ------- |
| 2008  | 1er tour (1/32) K. Knapp \|\| style="text-align:left;" \| K. Jans C. Wozniacki          | 2e tour (1/16) B. Mattek \|\| style="text-align:left;" \| N. Llagostera M. J. Martínez   | 2e tour (1/16) F. Schiavone \|\| style="text-align:left;" \| A. Medina V. Ruano           | 1er tour (1/32) K. Knapp \|\| style="text-align:left;" \| K. Srebotnik Ai Sugiyama         |                                                                                   |                                                                                 |                                                                                        |         |
| 2009  | 1er tour (1/32) K. Knapp \|\| style="text-align:left;" \| K. Peschke L. Raymond         | tour (1/16) L. Domínguez \|\| style="text-align:left;" \| S. Stosur R. Stubbs            | 2e tour (1/16) C. Suárez \|\| style="text-align:left;" \| K. Barrois T. Garbin            | 1er tour (1/32) F. Pennetta \|\| style="text-align:left;" \| Yan Z. Zheng J.               |                                                                                   |                                                                                 |                                                                                        |         |
| 2010  | 1er tour (1/32) C. Suárez \|\| style="text-align:left;" \| I. Benešová B. Strýcová      | 2e tour (1/16) R. Vinci \|\| style="text-align:left;" \| B. Mattek Yan Zi                | 1/8 de finale R. Vinci \|\| style="text-align:left;" \| K. Peschke K. Srebotnik           | 1er tour (1/32) R. Vinci \|\| style="text-align:left;" \| Ca. Gullickson Ch. Gullickson    |                                                                                   |                                                                                 |                                                                                        |         |
| 2011  | 1er tour (1/32) R. Vinci \|\| style="text-align:left;" \| N. Llagostera M. J. Martínez  | 1/8 de finale R. Vinci \|\| style="text-align:left;" \| Gisela Dulko F. Pennetta         | 1/8 de finale R. Vinci \|\| style="text-align:left;" \| N. Llagostera Arantxa Parra       | 1/4 de finale R. Vinci \|\| style="text-align:left;" \| D. Hantuchová A. Radwańska         |                                                                                   |                                                                                 |                                                                                        |         |
| 2012  | Finale R. Vinci                                                                         | S. Kuznetsova V. Zvonareva                                                               | Victoire R. Vinci                                                                         | M. Kirilenko N. Petrova                                                                    | 1/4 de finale R. Vinci \|\| style="text-align:left;" \| A. Hlaváčková L. Hradecká | Victoire R. Vinci                                                               | A. Hlaváčková L. Hradecká                                                              |         |
| 2013  | Victoire R. Vinci                                                                       | A. Barty C. Dellacqua                                                                    | Finale R. Vinci                                                                           | E. Makarova E. Vesnina                                                                     | 1/8 de finale R. Vinci \|\| style="text-align:left;" \| J. Görges B. Strýcová     | 1/4 de finale R. Vinci \|\| style="text-align:left;" \| S. Williams V. Williams |                                                                                        |         |
| 2014  | Victoire R. Vinci                                                                       | E. Makarova E. Vesnina                                                                   | Finale R. Vinci                                                                           | Hsieh S.-w. Peng S.                                                                        | Victoire R. Vinci                                                                 | T. Babos K. Mladenovic                                                          | 2e tour (1/16) R. Vinci \|\| style="text-align:left;" \| J. Gajdošová A. Tomljanović   |         |
| 2015  | 1/8 de finale R. Vinci \|\| style="text-align:left;" \| J. Görges A.-L. Grönefeld       | —                                                                                        | —                                                                                         | —                                                                                          | —                                                                                 | 1/2 finale F. Pennetta \|\| style="text-align:left;" \| M. Hingis S. Mirza      |                                                                                        |         |
| 2016  | 1er tour (1/32) M. J. Martínez \|\| style="text-align:left;" \| R. Atawo A. Spears      | 1er tour (1/32) L. Arruabarrena \|\| style="text-align:left;" \| M. Krajicek B. Strýcová | 1er tour (1/32) O. Kalashnikova \|\| style="text-align:left;" \| M. Krajicek B. Strýcová  | —                                                                                          | —                                                                                 |                                                                                 |                                                                                        |         |
| 2017  | 2e tour (1/16) K. Flipkens \|\| style="text-align:left;" \| B. Mattek-Sands L. Šafářová | —                                                                                        | —                                                                                         | —                                                                                          | —                                                                                 | —                                                                               | —                                                                                      |         |
| 2018  | —                                                                                       | —                                                                                        | 2e tour (1/16) K. Flipkens \|\| style="text-align:left;" \| S. Williams V. Williams       | —                                                                                          | —                                                                                 | —                                                                               | —                                                                                      |         |
|       |                                                                                         |                                                                                          |                                                                                           |                                                                                            |                                                                                   |                                                                                 |                                                                                        |         |
| 2021  | —                                                                                       | —                                                                                        | —                                                                                         | —                                                                                          | —                                                                                 | —                                                                               | 1er tour (1/32) C. Suárez Navarro \|\| style="text-align:left;" \| C. Gauff C. McNally |         |
|       |                                                                                         |                                                                                          |                                                                                           |                                                                                            |                                                                                   |                                                                                 |                                                                                        |         |
| 2023  | —                                                                                       | —                                                                                        | 1er tour (1/32) B. Mattek-Sands \|\| style="text-align:left;" \| L. Fernandez T. Townsend | 1er tour (1/32) J. Grabher \|\| style="text-align:left;" \| M. Kolodziejová M. Vondroušová | —                                                                                 | —                                                                               |                                                                                        |         |
| 2024  | 1/8 de finale J. Paolini \|\| style="text-align:left;" \| Hsieh S.-w. E. Mertens        | Finale J. Paolini                                                                        | K. Siniaková C. Gauff                                                                     | 1/8 de finale J. Paolini \|\| style="text-align:left;" \| C. Gauff J. Pegula               | 2e tour (1/16) J. Paolini \|\| style="text-align:left;" \| H. Dart D. Parry       |                                                                                 |                                                                                        |         |
| 2025  | 2e tour (1/16) J. Paolini \|\| style="text-align:left;" \| M. Andreeva D. Shnaider      | Victoire J. Paolini                                                                      | A. Danilina A. Krunić                                                                     | 2e tour (1/16) J. Paolini \|\| style="text-align:left;" \| Chan H.-c. B. Krejčíková        |                                                                                   |                                                                                 |                                                                                        |         |

Sous le résultat, la partenaire ; à droite, l'ultime équipe adverse.

### En double mixte
| Année | Open d'Australie                                                                    | Open d'Australie      | Internationaux de France | Internationaux de France                                                              | Wimbledon                                                                            | Wimbledon             | US Open              | US Open |
| ----- | ----------------------------------------------------------------------------------- | --------------------- | ------------------------ | ------------------------------------------------------------------------------------- | ------------------------------------------------------------------------------------ | --------------------- | -------------------- | ------- |
| 2011  | 2e tour (1/8) D. Marrero \|\| style="text-align:left;" \| An. Rodionova M. Bhupathi | —                     | —                        | —                                                                                     | —                                                                                    | —                     | —                    |         |
| 2012  | —                                                                                   | —                     | —                        | —                                                                                     | 2e tour (1/16) F. Fognini \|\| style="text-align:left;" \| V. Azarenka M. Mirnyi     | —                     | —                    |         |
|       |                                                                                     |                       |                          |                                                                                       |                                                                                      |                       |                      |         |
| 2016  | 2e tour (1/8) F. Fognini \|\| style="text-align:left;" \| C. Vandeweghe H. Tecău    | —                     | —                        | —                                                                                     | —                                                                                    | —                     | —                    |         |
|       |                                                                                     |                       |                          |                                                                                       |                                                                                      |                       |                      |         |
| 2024  | —                                                                                   | —                     | —                        | —                                                                                     | 1er tour (1/16) A. Vavassori \|\| style="text-align:left;" \| A. Sutjiadi J. Withrow | Victoire A. Vavassori | T. Townsend D. Young |         |
| 2025  | 2e tour (1/8) A. Vavassori \|\| style="text-align:left;" \| O. Nicholls H. Patten   | Victoire A. Vavassori | T. Townsend E. King      | 2e tour (1/8) A. Vavassori \|\| style="text-align:left;" \| I. Khromacheva J. Withrow | —                                                                                    | —                     |                      |         |

Sous le résultat, le partenaire ; à droite, l'ultime équipe adverse.

## Parcours en «Premier» et WTA 1000
Les tournois WTA « Premier Mandatory » et « Premier 5 » (entre 2009 et 2020) et WTA 1000 (à partir de 2021) constituent les catégories d'épreuves les plus prestigieuses, après les quatre levées du Grand Chelem. 

De 2009 à 2023, les tournois Premier Mandatory (dits tournois WTA 1000 obligatoires entre 2021 et 2023) regroupent Indian Wells, Miami, Madrid et Pékin, les autres constituant les tournois Premier 5 (tournois WTA 1000 non-obligatoires). À partir de 2024, le nombre de tournois WTA 1000 passe à 10 par saison (fin de l’alternance Doha / Dubaï), ces derniers devenant tous obligatoires et offrant tous 1000 points à la vainqueure (contre 900 points précédemment pour les tournois Premier 5).

### En simple dames
| Année |       |                           |                            |                             |                                |                                  |                                   |                              |                               |                              |  |                              |
| Doha  | Dubaï | Indian Wells              | Miami                      | Madrid                      | Rome                           | Canada                           | Cincinnati                        | Pékin                        |                               | Tokyo                        |  |                              |
| Doha  | Dubaï | Indian Wells              | Miami                      | Madrid                      | Rome                           | Canada                           | Cincinnati                        | Pékin                        | Wuhan                         |                              |  |                              |
| Doha  | Dubaï | Indian Wells              | Miami                      | Madrid                      | Rome                           | Canada                           | Cincinnati                        | Pékin                        | Guadalajara                   |                              |  |                              |
| 2009  |       | Hors calendrier           | 2e tour (1/16) S. Williams | 2e tour (1/32) K. Knapp     | 2e tour (1/32) A.-L. Grönefeld | 1er tour (1/32) P. Schnyder      | 1er tour (1/32) A. Wozniak        | 1er tour (1/32) D. Cibulková | 1er tour (1/32) D. Hantuchová | 2e tour (1/16) A. Bondarenko |  | 1er tour (1/32) A. Rezaï     |
| 2010  |       | Hors calendrier           |                            | 3e tour (1/16) J. Janković  | 3e tour (1/16) V. Zvonareva    | 1er tour (1/32) A. Petkovic      | 1er tour (1/32) A. Dulgheru       | 1er tour (1/32) I. Benešová  | 2e tour (1/16) Li N.          | 2e tour (1/16) C. Wozniacki  |  | 2e tour (1/16) V. Zvonareva  |
| 2011  |       | Hors catégorie            | 2e tour (1/16) S. Stosur   | 3e tour (1/16) K. Clijsters | 1er tour (1/64) Y. Shvedova    | 2e tour (1/16) F. Schiavone      | 2e tour (1/16) V. Azarenka        | 1er tour (1/32) A. Medina    | 2e tour (1/16) Peng S.        | 1er tour (1/32) P. Cetkovská |  |                              |
| 2012  |       |                           | Hors catégorie             | 1er tour (1/64) V. King     | 2e tour (1/32) S. Stephens     | 2e tour (1/16) A. Radwańska      | 2e tour (1/16) S. Stosur          | 3e tour (1/8) Li N.          | 3e tour (1/8) V. Williams     | 1er tour (1/32) C. Giorgi    |  | 1/4 de finale N. Petrova     |
| 2013  |       | 1/4 de finale V. Azarenka | Hors catégorie             | 1/4 de finale M. Sharapova  | 1/4 de finale M. Sharapova     | 1/2 finale S. Williams           | 1/2 finale V. Azarenka            | 1/4 de finale A. Radwańska   | 3e tour (1/8) R. Vinci        | 3e tour (1/8) P. Kvitová     |  | 2e tour (1/16) S. Kuznetsova |
| 2014  |       | 1/4 de finale S. Halep    | Hors catégorie             | 3e tour (1/16) E. Bouchard  | 3e tour (1/16) E. Makarova     | 3e tour (1/8) C. Garcia          | Finale S. Williams                | 1er tour (1/32) S. Lisicki   | 2e tour (1/16) S. Lisicki     | 1er tour (1/32) K. Nara      |  | 2e tour (1/16) A. Riske      |
| 2015  |       | Hors catégorie            |                            | 3e tour (1/16) S. Lisicki   | 4e tour (1/8) S. Lisicki       | 2e tour (1/16) A. Pavlyuchenkova | 2e tour (1/16) C. McHale          | 1/2 finale S. Halep          | 1er tour (1/32) D. Gavrilova  | 1/4 de finale T. Bacsinszky  |  | 1er tour (1/32) C. Garcia    |
| 2016  |       | 2e tour (1/16) T. Babos   | Hors catégorie             | 2e tour (1/32) L. Tsurenko  | 2e tour (1/32) N. Osaka        | 1er tour (1/32) C. Giorgi        | 1er tour (1/32) H. Watson         | 2e tour (1/16) Ka. Plíšková  | 1er tour (1/32) C. Vandeweghe |                              |  | 1er tour (1/32) B. Strýcová  |
| 2017  |       | Hors catégorie            |                            | 2e tour (1/32) B. Strýcová  | 2e tour (1/32) Zhang S.        |                                  | 1er tour (1/32) A. Cornet         |                              |                               |                              |  |                              |
| 2018  |       |                           | Hors catégorie             |                             |                                | 1er tour (1/32) A. Barty         | 1er tour (1/32) T. Babos          |                              |                               |                              |  |                              |
| 2019  |       | Hors catégorie            | 1er tour (1/32) I. Jorović |                             |                                |                                  | 1er tour (1/32) V. Kužmová        |                              |                               |                              |  |                              |
|       |       |                           |                            |                             |                                |                                  |                                   |                              |                               |                              |  |                              |
| 2023  |       | Hors catégorie            |                            |                             |                                | 1er tour (1/64) D. Kovinić       | 1er tour (1/64) A. Pavlyuchenkova |                              |                               |                              |  |                              |
| 2024  |       |                           |                            | 1er tour (1/64) N. Osaka    |                                | 2e tour (1/32) B. Haddad Maia    | 1er tour (1/64) E. Svitolina      |                              |                               |                              |  |                              |
| 2025  |       |                           |                            |                             |                                |                                  | 1er tour (1/64) N. Osaka          |                              |                               |                              |  |                              |

Sous le résultat, l’ultime adversaire.
1. 1 2   Les tournois de Doha et Dubaï alternent le statut de tournoi WTA 1000 (ex Premier 5) entre 2009 et 2023 : les trois premières éditions ont lieu à Dubaï, les trois suivantes à Doha, puis Dubaï accueille le tournoi de cette catégorie les années impaires et Dubaï les années paires. De 2011 à 2023, la ville qui n’accueille pas de WTA 1000 organise à la place un tournoi WTA 500 (ex Premier).
2. 1 2 3 4 5 6 7 8   L’ordre de déroulement des tournois a évolué depuis 2009 : Rome se dispute avant Madrid et Cincinnati avant Montréal/Toronto jusqu’en 2010, tandis que Tokyo/Wuhan/Guadalajara ont lieu avant Pékin jusqu’en 2023.

### En double dames
Nota: il manque résultats 2005 à 2008 et 2015 à 2025.
N.B. : le nom de la partenaire se trouve sous le résultat ; les noms des ultimes adversaires se trouvent à droite.

## Parcours aux Masters

### En simple dames
| # | Date       | Nom de l'édition                           | ($)       | Surface    | Résultat               | Ultime adversaire   | Score          |          |
| - | ---------- | ------------------------------------------ | --------- | ---------- | ---------------------- | ------------------- | -------------- | -------- |
| 1 | 23/10/2012 | TEB BNP Paribas WTA Championships Istanbul | 4 900 000 | Dur (int.) | Round Robin (défaite)  | Maria Sharapova     | 6-3, 6-2       | Parcours |
| 1 | 23/10/2012 | TEB BNP Paribas WTA Championships Istanbul | 4 900 000 | Dur (int.) | Round Robin (victoire) | Samantha Stosur     | 6-3, 2-6, 6-0  | Parcours |
| 1 | 23/10/2012 | TEB BNP Paribas WTA Championships Istanbul | 4 900 000 | Dur (int.) | Round Robin (défaite)  | Agnieszka Radwańska | 6-76, 7-5, 6-4 | Parcours |
| 2 | 21/10/2013 | TEB BNP Paribas WTA Championships Istanbul | 6 000 000 | Dur (int.) | Round Robin (défaite)  | Victoria Azarenka   | 7-64, 6-2      | Parcours |
| 2 | 21/10/2013 | TEB BNP Paribas WTA Championships Istanbul | 6 000 000 | Dur (int.) | Round Robin (défaite)  | Li Na               | 6-3, 7-65      | Parcours |
| 2 | 21/10/2013 | TEB BNP Paribas WTA Championships Istanbul | 6 000 000 | Dur (int.) | Round Robin (victoire) | Jelena Janković     | 6-4, 6-4       | Parcours |

### En double dames
| # | Date       | Nom de l'édition                           | ($)       | Surface    | Résultat      | Partenaire    | Ultimes adversaires              | Score            |          |
| - | ---------- | ------------------------------------------ | --------- | ---------- | ------------- | ------------- | -------------------------------- | ---------------- | -------- |
| 1 | 23/10/2012 | TEB BNP Paribas WTA Championships Istanbul | 4 900 000 | Dur (int.) | 1/2 finale    | Roberta Vinci | Maria Kirilenko Nadia Petrova    | 1-6, 6-3, [10-4] | Parcours |
| 2 | 21/10/2013 | TEB BNP Paribas WTA Championships Istanbul | 6 000 000 | Dur (int.) | 1/2 finale    | Roberta Vinci | Ekaterina Makarova Elena Vesnina | 4-6, 7-5, [10-3] | Parcours |
| 3 | 20/10/2014 | BNP Paribas WTA Finals Singapour           | 6 500 000 | Dur (int.) | 1/4 de finale | Roberta Vinci | Květa Peschke Katarina Srebotnik | 2-1, ab.         | Parcours |

## Parcours aux Jeux olympiques

### En simple dames
| # | Date       | Nom de l'olympiade                  | Surface             | Résultat        | Ultime adversaire        | Score    |          |
| - | ---------- | ----------------------------------- | ------------------- | --------------- | ------------------------ | -------- | -------- |
| 1 | 11/08/2008 | Olympic Tennis Event Pékin          | Dur (ext.)          | 1er tour (1/32) | Samantha Stosur          | 6-3, 6-2 | Parcours |
| 2 | 28/07/2012 | Olympic Tennis Event Wimbledon      | Gazon (ext.)        | 1er tour (1/32) | Venus Williams           | 6-3, 6-1 | Parcours |
| 3 | 06/08/2016 | Olympic Tennis Event Rio de Janeiro | Dur (ext.)          | 1/8 de finale   | Daria Kasatkina          | 7-5, 6-2 | Parcours |
| 4 | 31/07/2021 | Olympic Tennis Event Tokyo          | Dur (ext.)          | 1er tour (1/32) | Anastasia Pavlyuchenkova | 6-1, 6-0 | Parcours |
| 5 | 27/07/2024 | Olympic Tennis Event Paris          | Terre battue (ext.) | 1er tour (1/32) | Zheng Qinwen             | 6-0, 6-0 | Parcours |

### En double dames
| # | Date       | Nom de l'olympiade                  | Surface             | Résultat      | Partenaire      | Ultimes adversaires               | Score            |          |
| - | ---------- | ----------------------------------- | ------------------- | ------------- | --------------- | --------------------------------- | ---------------- | -------- |
| 1 | 28/07/2012 | Olympic Tennis Event Wimbledon      | Gazon (ext.)        | 1/4 de finale | Roberta Vinci   | Serena Williams Venus Williams    | 6-1, 6-1         | Parcours |
| 2 | 06/08/2016 | Olympic Tennis Event Rio de Janeiro | Dur (ext.)          | 1/4 de finale | Roberta Vinci   | Lucie Šafářová Barbora Strýcová   | 4-6, 6-4, 6-4    | Parcours |
| 3 | 31/07/2021 | Olympic Tennis Event Tokyo          | Dur (ext.)          | 1/4 de finale | Jasmine Paolini | Lyudmyla Kichenok Nadiia Kichenok | 7-64, 6-2        | Parcours |
| 4 | 27/07/2024 | Olympic Tennis Event Paris          | Terre battue (ext.) | Or            | Jasmine Paolini | Mirra Andreeva Diana Shnaider     | 2-6, 6-1, [10-7] | Parcours |

### En double mixte
| # | Date       | Nom de l'olympiade             | Surface             | Résultat       | Partenaire       | Ultimes adversaires         | Score             |          |
| - | ---------- | ------------------------------ | ------------------- | -------------- | ---------------- | --------------------------- | ----------------- | -------- |
| 1 | 28/07/2012 | Olympic Tennis Event Wimbledon | Gazon (ext.)        | 1er tour (1/8) | Andreas Seppi    | Mike Bryan Lisa Raymond     | 7-5, 6-3          | Parcours |
| 2 | 27/07/2024 | Olympic Tennis Event Paris     | Terre battue (ext.) | 1/4 de finale  | Andrea Vavassori | Demi Schuurs Wesley Koolhof | 64-7, 6-3, [11-9] | Parcours |

## Parcours en Fed Cup
| #                                                                        | Date       | Lieu                | Surface      | Gagnante(s)                          | Perdante(s)                            | Score            |          |
|                                                                          |            |                     |              |                                      |                                        |                  |          |
| 2008 - 1/4 de finale (groupe mondial) - Italie - Espagne - 2 : 3         |            |                     |              |                                      |                                        |                  |          |
| 1                                                                        | 02/02/2008 | Naples              | Dur (int.)   | Sara Errani                          | Lourdes Domínguez                      | 5-7, 6-4, 6-0    | Parcours |
| 1                                                                        | 02/02/2008 | Naples              | Dur (int.)   | Sara Errani Tathiana Garbin          | Nuria Llagostera Carla Suárez Navarro  | 6-4, 6-3         | Parcours |
|                                                                          |            |                     |              |                                      |                                        |                  |          |
| 2008 - Barrage (groupe mondial I) - Italie - Ukraine - 3 : 2             |            |                     |              |                                      |                                        |                  |          |
| 2                                                                        | 26/04/2008 | Olbia               | Terre (ext.) | Sara Errani                          | Kateryna Bondarenko                    | 6-3, 6-2         | Parcours |
| 2                                                                        | 26/04/2008 | Olbia               | Terre (ext.) | Mariya Koryttseva Tatiana Perebiynis | Sara Errani Karin Knapp                | 0-6, 7-64, 6-3   | Parcours |
|                                                                          |            |                     |              |                                      |                                        |                  |          |
| 2009 - 1/4 de finale (groupe mondial) - France - Italie - 0 : 5          |            |                     |              |                                      |                                        |                  |          |
| 3                                                                        | 07/02/2009 | Orléans             | Dur (int.)   | Sara Errani                          | Amélie Mauresmo                        | 6-3, 6-4         | Parcours |
| 3                                                                        | 07/02/2009 | Orléans             | Dur (int.)   | Sara Errani Roberta Vinci            | Séverine Beltrame Nathalie Dechy       | 6-4, 6-4         | Parcours |
|                                                                          |            |                     |              |                                      |                                        |                  |          |
| 2009 - 1/2 finale (groupe mondial) - Italie - Russie - 4 : 1             |            |                     |              |                                      |                                        |                  |          |
| 4                                                                        | 25/04/2009 | Castellaneta Marina | Terre (ext.) | Sara Errani Roberta Vinci            | Anastasia Pavlyuchenkova Nadia Petrova | 1-6, 6-3, 6-4    | Parcours |
|                                                                          |            |                     |              |                                      |                                        |                  |          |
| 2009 - Finale (groupe mondial) - Italie - États-Unis - 4 : 0             |            |                     |              |                                      |                                        |                  |          |
| 5                                                                        | 07/11/2009 | Reggio de Calabre   | Terre (ext.) | Sara Errani Roberta Vinci            | Liezel Huber Vania King                | 4-6, 6-3, [11-9] | Parcours |
|                                                                          |            |                     |              |                                      |                                        |                  |          |
| 2010 - 1/4 de finale (groupe mondial) - Ukraine - Italie - 1 : 4         |            |                     |              |                                      |                                        |                  |          |
| 6                                                                        | 06/02/2010 | Kharkiv             | Dur (int.)   | Sara Errani Roberta Vinci            | Mariya Koryttseva Viktoriya Kutuzova   | 6-1, 6-3         | Parcours |
|                                                                          |            |                     |              |                                      |                                        |                  |          |
| 2010 - 1/2 finale (groupe mondial) - Italie - République tchèque - 5 : 0 |            |                     |              |                                      |                                        |                  |          |
| 7                                                                        | 24/04/2010 | Rome                | Terre (ext.) | Sara Errani                          | Lucie Hradecká                         | 6-4, 6-2         | Parcours |
| 7                                                                        | 24/04/2010 | Rome                | Terre (ext.) | Sara Errani Francesca Schiavone      | Lucie Hradecká Květa Peschke           | 6-2, 6-4         | Parcours |
|                                                                          |            |                     |              |                                      |                                        |                  |          |
| 2011 - 1/4 de finale (groupe mondial) - Australie - Italie - 1 : 4       |            |                     |              |                                      |                                        |                  |          |
| 8                                                                        | 05/02/2011 | Hobart              | Dur (ext.)   | Sara Errani Roberta Vinci            | Anastasia Rodionova Rennae Stubbs      | 2-6, 7-61, 6-4   | Parcours |
|                                                                          |            |                     |              |                                      |                                        |                  |          |
| 2011 - 1/2 finale (groupe mondial) - Russie - Italie - 5 : 0             |            |                     |              |                                      |                                        |                  |          |
| 9                                                                        | 16/04/2011 | Moscou              | Dur (int.)   | Vera Zvonareva                       | Sara Errani                            | 6-0, 6-2         | Parcours |
| 9                                                                        | 16/04/2011 | Moscou              | Dur (int.)   | Anastasia Pavlyuchenkova             | Sara Errani                            | 7-65, 7-64       | Parcours |
|                                                                          |            |                     |              |                                      |                                        |                  |          |
| 2012 - 1er tour (groupe mondial) - Italie - Ukraine - 3 : 2              |            |                     |              |                                      |                                        |                  |          |
| 10                                                                       | 04/02/2012 | Biella              | Terre (int.) | Sara Errani                          | Kateryna Bondarenko                    | 6-2, 6-3         | Parcours |
| 10                                                                       | 04/02/2012 | Biella              | Terre (int.) | Lesia Tsurenko                       | Sara Errani                            | 6-1, 3-0 ab.     | Parcours |
|                                                                          |            |                     |              |                                      |                                        |                  |          |
| 2012 - 1/2 finale (groupe mondial) - République tchèque - Italie - 4 : 1 |            |                     |              |                                      |                                        |                  |          |
| 11                                                                       | 21/04/2012 | Ostrava             | Dur (int.)   | Petra Kvitová                        | Sara Errani                            | 6-4, 6-3         | Parcours |
| 11                                                                       | 21/04/2012 | Ostrava             | Dur (int.)   | Sara Errani                          | Andrea Hlaváčková                      | 2-6, 6-2, 6-2    | Parcours |
| 11                                                                       | 21/04/2012 | Ostrava             | Dur (int.)   | Andrea Hlaváčková Lucie Hradecká     | Sara Errani Flavia Pennetta            | 5-6 ab.          | Parcours |
|                                                                          |            |                     |              |                                      |                                        |                  |          |
| 2013 - 1er tour (groupe mondial) - Italie - États-Unis - 3 : 2           |            |                     |              |                                      |                                        |                  |          |
| 12                                                                       | 09/02/2013 | Rimini              | Terre (int.) | Sara Errani                          | Jamie Hampton                          | 6-2, 6-1         | Parcours |
| 12                                                                       | 09/02/2013 | Rimini              | Terre (int.) | Varvara Lepchenko                    | Sara Errani                            | 7-5, 6-2         | Parcours |
| 12                                                                       | 09/02/2013 | Rimini              | Terre (int.) | Sara Errani Roberta Vinci            | Liezel Huber Varvara Lepchenko         | 6-2, 6-2         | Parcours |
|                                                                          |            |                     |              |                                      |                                        |                  |          |
| 2013 - 1/2 finale (groupe mondial) - Italie - République tchèque - 3 : 1 |            |                     |              |                                      |                                        |                  |          |
| 13                                                                       | 20/04/2013 | Palerme             | Terre (ext.) | Sara Errani                          | Lucie Šafářová                         | 6-4, 6-2         | Parcours |
| 13                                                                       | 20/04/2013 | Palerme             | Terre (ext.) | Petra Kvitová                        | Sara Errani                            | 2-6, 6-2, 6-0    | Parcours |
|                                                                          |            |                     |              |                                      |                                        |                  |          |
| 2013 - Finale (groupe mondial) - Italie - Russie - 4 : 0                 |            |                     |              |                                      |                                        |                  |          |
| 14                                                                       | 02/11/2013 | Cagliari            | Terre (ext.) | Sara Errani                          | Irina Khromacheva                      | 6-1, 6-4         | Parcours |
| 14                                                                       | 02/11/2013 | Cagliari            | Terre (ext.) | Sara Errani                          | Alisa Kleybanova                       | 6-1, 6-1         | Parcours |
|                                                                          |            |                     |              |                                      |                                        |                  |          |
| 2014 - 1/2 finale (groupe mondial) - République tchèque - Italie - 4 : 0 |            |                     |              |                                      |                                        |                  |          |
| 15                                                                       | 19/04/2014 | Ostrava             | Dur (int.)   | Lucie Šafářová                       | Sara Errani                            | 6-4, 6-1         | Parcours |
|                                                                          |            |                     |              |                                      |                                        |                  |          |
| 2015 - 1er tour (groupe mondial) - Italie - France - 2 : 3               |            |                     |              |                                      |                                        |                  |          |
| 16                                                                       | 07/02/2015 | Gênes               | Terre (int.) | Sara Errani                          | Caroline Garcia                        | 7-62, 7-5        | Parcours |
| 16                                                                       | 07/02/2015 | Gênes               | Terre (int.) | Kristina Mladenovic                  | Sara Errani                            | 6-4, 6-3         | Parcours |
| 16                                                                       | 07/02/2015 | Gênes               | Terre (int.) | Caroline Garcia Kristina Mladenovic  | Sara Errani Roberta Vinci              | 6-1, 6-2         | Parcours |
|                                                                          |            |                     |              |                                      |                                        |                  |          |
| 2015 - Barrage (groupe mondial I) - Italie - États-Unis - 3 : 2          |            |                     |              |                                      |                                        |                  |          |
| 17                                                                       | 18/04/2015 | Brindisi            | Terre (ext.) | Sara Errani                          | Lauren Davis                           | 6-1, 6-2         | Parcours |
| 17                                                                       | 18/04/2015 | Brindisi            | Terre (ext.) | Serena Williams                      | Sara Errani                            | 4-6, 7-63, 6-3   | Parcours |
| 17                                                                       | 18/04/2015 | Brindisi            | Terre (ext.) | Sara Errani Flavia Pennetta          | Alison Riske Serena Williams           | 6-0, 6-3         | Parcours |
|                                                                          |            |                     |              |                                      |                                        |                  |          |
| 2016 - 1er tour (groupe mondial) - France - Italie - 4 : 1               |            |                     |              |                                      |                                        |                  |          |
| 18                                                                       | 06/02/2016 | Marseille           | Dur (int.)   | Caroline Garcia                      | Sara Errani                            | 6-3, 7-5         | Parcours |
| 18                                                                       | 06/02/2016 | Marseille           | Dur (int.)   | Kristina Mladenovic                  | Sara Errani                            | 7-64, 6-1        | Parcours |
| 18                                                                       | 06/02/2016 | Marseille           | Dur (int.)   | Caroline Garcia Kristina Mladenovic  | Martina Caregaro Sara Errani           | 6-0, 6-1         | Parcours |
|                                                                          |            |                     |              |                                      |                                        |                  |          |
| 2017 - 1er tour (groupe mondial II) - Italie - Slovaquie : 2 - 3         |            |                     |              |                                      |                                        |                  |          |
| 19                                                                       | 11/02/2017 | Forlì               | Terre (int.) | Rebecca Šramková                     | Sara Errani                            | 2-6, 6-3, 6-4    | Parcours |
| 19                                                                       | 11/02/2017 | Forlì               | Terre (int.) | Daniela Hantuchová                   | Sara Errani                            | 6-2, 6-0         | Parcours |
|                                                                          |            |                     |              |                                      |                                        |                  |          |
| 2017 - Barrage (groupe mondial II) - Italie - Taipei chinois - 3 - 1     |            |                     |              |                                      |                                        |                  |          |
| 20                                                                       | 22/04/2017 | Barletta            | Terre (ext.) | Sara Errani                          | Hsu Chieh-yu                           | 6-0, 6-2         | Parcours |
| 20                                                                       | 22/04/2017 | Barletta            | Terre (ext.) | Sara Errani                          | Lee Ya-hsuan                           | 3-6, 6-2, 6-3    | Parcours |
|                                                                          |            |                     |              |                                      |                                        |                  |          |
| 2018 - 1er tour (groupe mondial II) - Italie - Espagne : 3 : 2           |            |                     |              |                                      |                                        |                  |          |
| 21                                                                       | 10/02/2018 | Chieti              | Terre (int.) | Sara Errani                          | Lara Arruabarrena                      | 6-1, 6-1         | Parcours |
| 21                                                                       | 10/02/2018 | Chieti              | Terre (int.) | Sara Errani                          | Carla Suárez Navarro                   | 6-3, 3-6, 6-3    | Parcours |
|                                                                          |            |                     |              |                                      |                                        |                  |          |
| 2018 - Barrage (groupe mondial I) - Italie - Belgique - 0 : 4            |            |                     |              |                                      |                                        |                  |          |
| 22                                                                       | 22/04/2018 | Gênes               | Terre (int.) | Alison Van Uytvanck                  | Sara Errani                            | 6-4, 66-7, 6-2   | Parcours |
| 22                                                                       | 22/04/2018 | Gênes               | Terre (int.) | Elise Mertens                        | Sara Errani                            | 6-3, 6-1         | Parcours |

## Classements WTA en fin de saison
| Année          | 2002 | 2003 | 2004 | 2005 | 2006 | 2007 | 2008 | 2009 | 2010 | 2011 | 2012 | 2013 | 2014 | 2015 | 2016 | 2017 | 2018 | 2019 | 2020 | 2021 | 2022 | 2023 | 2024 |
| Rang en simple | 742  | 569  | 521  | 359  | 171  | 70   | 42   | 48   | 43   | 45   | 6    | 7    | 15   | 20   | 49   | 143  | 108  | 195  | 130  | 118  | 109  | 101  | 105  |
| Rang en double | 836  | 524  | 556  | 203  | 197  | 159  | 103  | 73   | 32   | 27   | 2    | 1    | 1    | 42   | 44   | 179  | 108  | 624  | 378  | 131  | 305  | 125  | 8    |

Source : (en) Classements de Sara Errani sur le site officiel de la Fédération internationale de tennis

### Périodes au rang de numéro un mondiale
| # | Précédée par              | Dates                   | Suivie par    | Nombre de semaines | Cumul |
| - | ------------------------- | ----------------------- | ------------- | ------------------ | ----- |
| 1 | Liezel Huber Lisa Raymond | 10/09/2012 - 14/10/2012 | Roberta Vinci | 5                  | 5     |
| 2 | Roberta Vinci             | 29/04/2013 - 16/02/2014 | Peng Shuai    | 42                 | 47    |
| 3 | Peng Shuai Hsieh Su-wei   | 07/07/2014 - 12/04/2015 | Sania Mirza   | 40                 | 87    |